# پرنپن پارن‌پن‌پی‌پت
پرنپن پارن‌پن‌پی‌پت (تایلندی: พรนับพัน พรเพ็ญพิพัฒน์، انگلیسی: Pornnappan Pornpenpipat; زادهٔ ۲۵ ژوئن ۱۹۹۷) که با نام نه‌نه (تایلندی: เนเน่؛ انگلیسی: Nene) و همچنین با نام چینی ژنگ نایشین (چینی ساده: 郑乃馨; پین‌یین: Zhèng Nǎixīn) نیز شناخته می‌شود، خواننده و بازیگر تایلندی زیر نظر سونی میوزیک چین است.